# 조지 마셜
조지 캐틀렛 마셜(영어: George Catlett Marshall, 문화어: 죠지 마샬, 1880년 12월 31일 ~ 1959년 10월 31일)은 미국의 군인, 정치인으로 미국 육군의 원수이자 해리 S. 트루먼 대통령 내각의 제50대 국무장관(1947년 ~ 1949년)와 제3대 국방 장관(1950년 ~ 1951년)이었다. 한번 제2차 세계 대전에서 연합국의 승리에 자신의 리더십으로 윈스턴 처칠에 의하여 "승리의 결성자"로 주목을 받은 마셜은 전쟁이 일어난 동안 미국 육군을 지휘하였고, 프랭클린 D. 루스벨트 대통령의 주요 군사 고문이었다.
그는 "인간이 가능한 한, 그리고 전쟁을 불가능하게 만드는 이 방향"에서 전쟁을 제거하는 데 자신이 무엇보다도 원했기 때문에 1947년 국무 장관으로서 임명을 받아들였다. 전쟁을 이기는 데 도움을 준 마셜은 제1차 세계 대전 이후의 배경에 만들어진 실수들이 피해진다면 평화도 필요한 것을 알았다. 그는 유럽으로부터 크게 쇠퇴하는 제1차 세계 대전 후에 미국의 큰 실수를 인식하였다. 제2차 세계 대전이 끝난 후, 미국은 재건 과정 지원에 전념하였고, 국무 장관으로서 마셜은 유럽의 부서진 대륙을 복구하는 임무로 엄청난 양의 자원을 쏟아 부은 마셜 계획의 공개 표면과 이름이 되었다. 이 노력으로 그는 1953년 노벨 평화상을 수상하였다. 스미스소니언 협회에 의하면 "20세기의 몇몇의 미국인들이 세계 평화로 조지 마셜보다 더욱 위대한 유산을 남겼다."고 한다.

## 어린 시절
펜실베이니아주 유니온타운에서 중산층 가족에게 태어난 마셜은 시초에 학교에서 자신의 개구장이 행동과 부족한 실행으로 자신의 부모를 실망시켰다고 한다. 마셜은 옛 버지니아주 가족의 자손이자 대법원장 존 마셜의 먼 관계였다. 그는 버지니아 종합군사학원의 사관 후보생으로 1901년 졸업하였다.

## 제1차 세계 대전

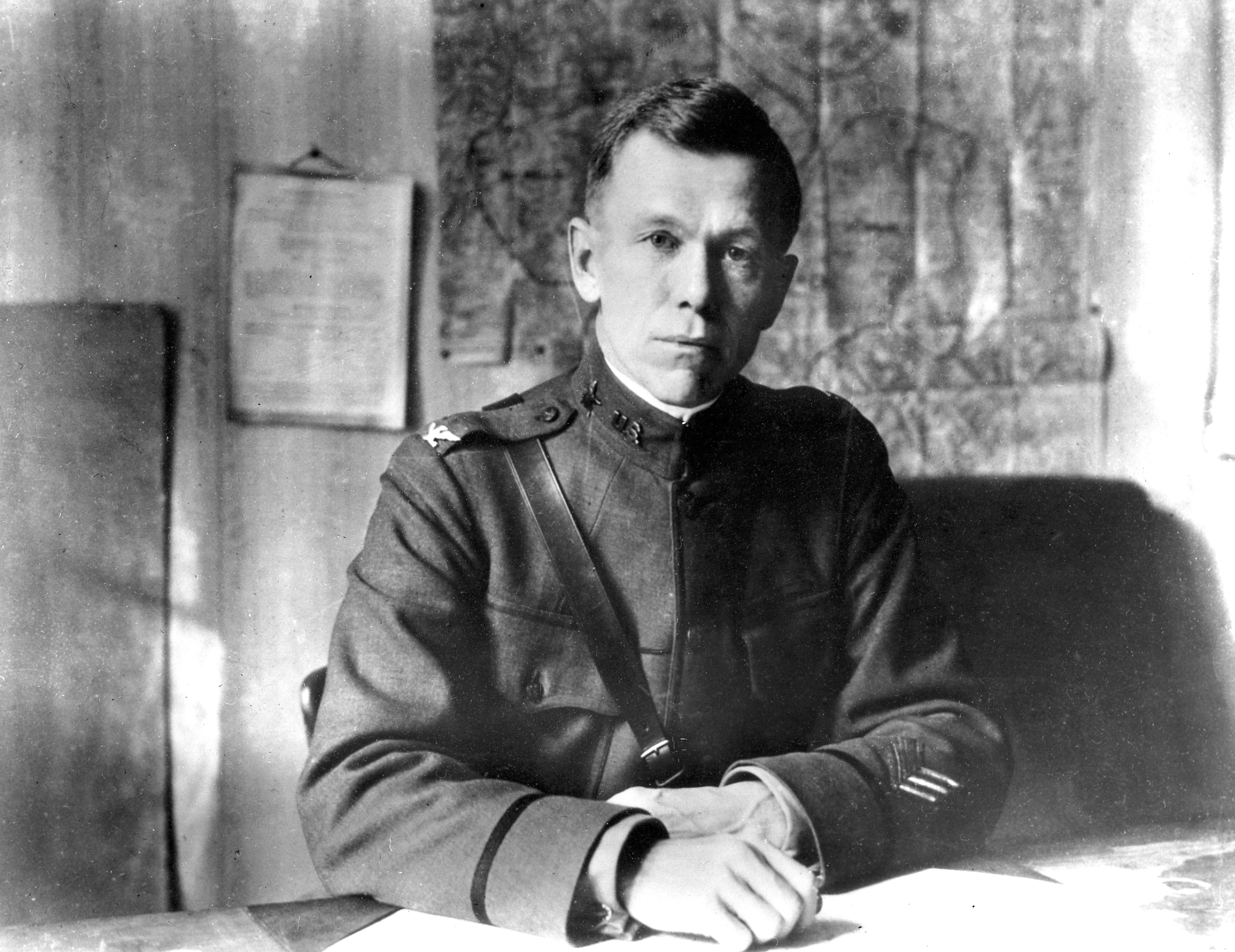
프랑스에서 대령 시절의 마셜 (1919년)

1902년 마셜은 미국 육군으로 위임장을 받았다. 제1차 세계 대전까지 그는 미국과 필리핀에서 다양한 직위들로 맡아져 근대식 전쟁에서 훈련을 받았다. 전쟁이 일어난 동안 그는 훈련과 작전들 둘다의 계획자로서 역할들을 가졌다. 1917년의 여름 제1보병사단을 위한 훈련과 계획의 지휘관으로서 프랑스로 갔다. 1918년 중순에 그는 자신의 선도자 존 퍼싱과 함께 가까이 일했던 미국 원정군 본부로 승진되어 미군의 작전들의 추요 계획자였다. 그는 서부 전선에서 독일군의 패배로 공헌한 뫼즈아르곤 공격의 설계와 조정에서 수단이었다.

## 양대전 사이
1919년 그는 퍼싱의 부관이 되었다. 1920년과 1924년 사이에 퍼싱이 육군 참모였던 동안 마셜은 미국 육군의 다수의 직위들에서 복무하여 현대식으로 기계화된 전쟁을 훈련시키고 교습하는 데 전념하였다. 그는 미국 전쟁부에서 주요 계획자와 서기였으며 중국에서 3년을 보냈고 미국 육군참모대학교에서 강의하였다. 1934년 당시 대령이었던 마셜은 제1차 세계 대전의 교훈들을 법전으로 편찬한 〈전투에서 보병 연대〉의 출판을 지도하였다. 그 책은 아직도 보병 사관 과정에서 사관의 훈련 교범으로서 이용되고, 제2차 세계 대전의 보병 사관들과 지도자들의 대부분을 위한 훈련 교범이었다.

## 제2차 세계 대전

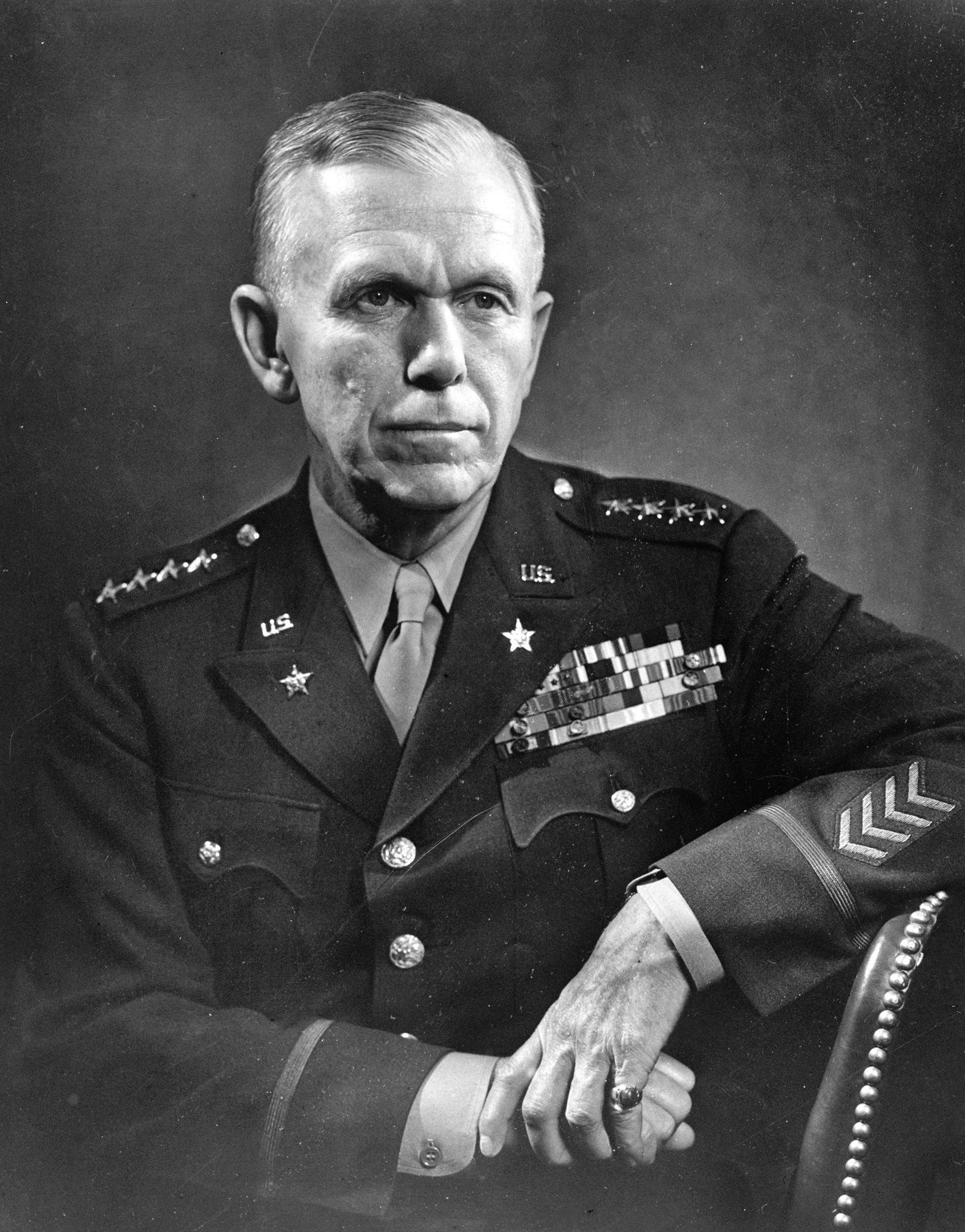
제2차 세계 대전 중의 마셜

1936년 10월 마셜은 준장으로 진급되었다. 육군 참모로 프랭클린 D. 루스벨트 대통령에 의하여 지명된 마셜은 독일군이 폴란드를 침공하여 제2차 세계 대전을 일으킨 날 1939년 9월 1일에 취임했다. 그는 1945년 전쟁의 종말까지 이 직위를 유지했다.
참모로서 마셜은 미국 역사상 가장 큰 대규모의 군비 확장을 기획 감독하였고, 구식에 제대로 장비되지 않은 20만 명의 남성들로 이루어진 육군을 이어받아 육군참모대학교에서 자신의 경험이 바탕이 된 현대식 전쟁에 대한 강의를 진행하였다. 1942년까지 8백만명 이상의 군대로 대규모의 확장과 미국 육군의 현대화를 주도하였다.
1944년 그는 미국 역사상 두 번째로 5성 장군이 수여된 인물이 되었다. 이 직위는 육군 원수로 미군의 동등한 계급이었다. 마셜은 한번 자신이 "Marshal Marshall"로 언급된 이후 제2차 세계 대전 동안 미국이 전혀 육군 원수 계급을 수여하지 않은 것에 기뻤다는 농담을 하였다.

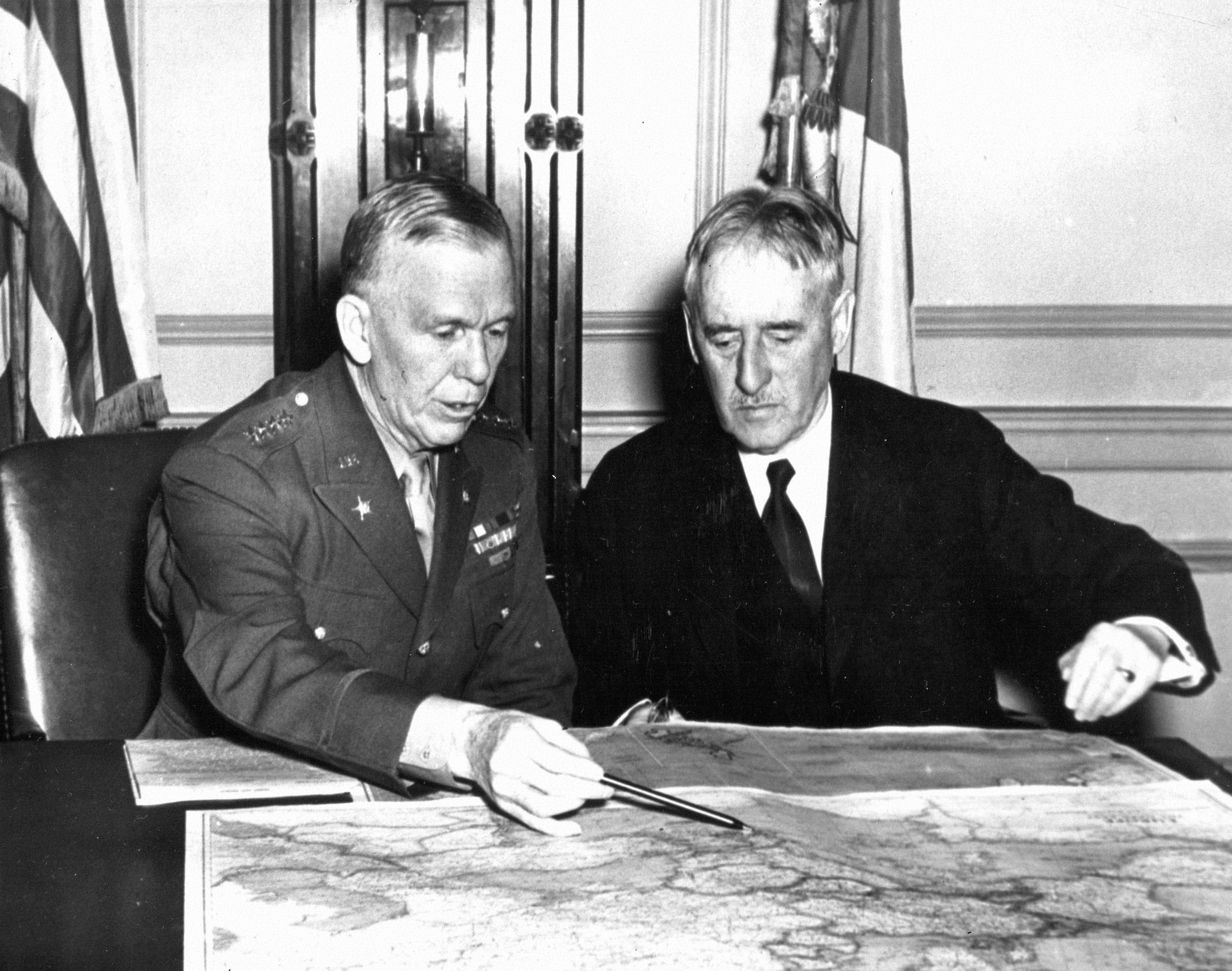
전쟁 장관 헨리 스팀슨과 함께

제2차 세계 대전이 일어난 동안 마셜은 미국 육군과 미국 육군 항공대를 재결성하여 전투를 위하여 준비시키는 데 주력했다. 마셜은 유럽에서 연합군의 전부 작전들을 위한 중앙 전략이 될 문서를 써 유럽에서 최고 사령관으로서 드와이트 D. 아이젠하워를 선발하였고 노르망디 침공으로 오버로드 작전을 설계하였다. 직위를 위하여 압력 단체에 자신의 거부와 더불어 미국 의회와 루스벨트 대통령과 업무에서 그의 성공은 최후적으로 노르망디 상륙의 연합군 총사령관으로서 자신의 통과된 것으로 결과를 가져왔다. 당시 루스벨트 대통령은 그에게 "만약 너가 워싱턴의 외부에 있었다면 난 몇밤을 자지 못했을 것이다."라고 말하였다.
전쟁의 나머지를 통하여 마셜은 유럽과 태평양에서 연합군의 작전들을 조정하였다. 그는 윈스턴 처칠 영국 총리에 의하여 연합군의 승리의 결성자로서 묘사되었다. 타임 잡지는 1944년 마셜을 "올해의 인물"로 선정하였다. 마셜은 1945년 육군 참모로서 자신의 직위를 사임하였으나 육군의 장군들이 일생 현역에 남은 규정에 따라 퇴역하지 않았다.

## 전쟁 이후 - 중국과 국무 장관
1945년 12월 해리 S. 트루먼 대통령은 마오쩌둥 아래 공산당과 장제스 아래 미국 제휴의 국민당 사이에 연정을 중개하는 데 마셜을 중국으로 보냈다. 마셜은 공산당원들에 이점이 없었으나 국민당원들에 필수적인 미국의 원조를 철회시키는 데 위협을 받았다. 양당은 그의 제안들을 거절하였고, 1948년 공산당이 이기면서 국공 내전이 단계적으로 확대되었다. 그의 임무는 실패하였고, 그는 1947년 1월 귀국하였다. 1947년 ~ 1948년 국무 장관으로서 마셜은 장제스의 성공은 미국의 이익들에 치명적이었다는 것을 펜타곤과 국무부에서 강한 의견에 동의하지 않은 것으로 보여 미군들이 연루되지 않은 것으로 주장하였다. 이유는 그의 우선 해야 할 것이 유럽에 원조의 마셜 계획에 돈을 쓰는 것이었다고 암시되었다.
1947년 초순에 그의 귀국에 트루먼 대통령은 마셜을 국무 장관으로서 임명하였다. 그는 유럽을 재건하는 데 국무부의 야망적인 계획들을 위하여 대변인이 되었다. 그해 6월 5일 하버드 대학교에서 연설에서 그는 미국의 계획을 개설하였다. 마셜 계획으로 알려진 유럽 회복 계획은 유럽이 빨리 재건되고 미국의 방향들에서 경제를 현대화하는 도움을 줄 것이었다. 트루먼은 그 계획을 "트루먼 계획"으로 부르길 원하였으나 만약 그렇게 이름이 지어진다면 계획이 시작되기 전에 가라 앉을 것이라고 경고를 받았다. 트루먼은 그것을 "마셜 계획"으로 부르는 데 아이디어에 관하여 생각하였다. 소련은 그 위성의 참여를 금지하였다.
1948년 마셜은 또다시 타임 잡지의 "올해의 인물"로서 선정되었고 1953년 노벨 평화상을 받았다. 국무 장관으로서 마셜은 강하게 이스라엘의 국가를 승인하는 것을 반대하였고, 트루먼 대통령에게 "만약 이스라엘의 국가를 승인하거나 내가 선거에서 투표하게 된다면 난 당신을 상대로 투표할 것입니다."라고 말하였다. 1949년 그는 국무부로부터 사임을 하였고, 미국 적십자사의 회장으로 임명되었다. 유럽의 재건에서 마셜 계획의 역할은 유럽에서 전쟁을 생각하지 못하게 만든 유럽 공동 시장 혹은 유럽 경제 공동체로 불린 것의 창조를 위하여 길을 닦는 데 도움을 주었다.

## 국방 장관 - 매카시즘
한국 전쟁의 초월이 얼마나 국방부가 부족하게 준비된 것을 보였을 때 트루먼은 장관 루이스 A. 존슨을 면직시키고, 1950년 9월 국방 장관으로서 마셜을 임명하였다. 그의 주요 역할은 자신감을 회복시키는 것이었다.
1951년 6월 14일 한국 전쟁이 미군과 중공군 사이에 격렬한 전투에서 교착하면서 공화당 상원 조지프 매카시가 공격하였다. 그는 중국이 친구에서 적으로 변하면서 "중국의 잃음"에 마셜이 직접 책임이 있었다고 명령하였다. 매카시는 미국이 왜 "제2차 세계 대전의 말기에 지구에서 가장 강력한 국가로서 우리의 자세로부터 우리의 리더십에 의하여 선언된 약점의 자세로 떨어졌나"를 설명하는 데 단 하나의 방향은 "남자의 역사상 이전의 그러한 모험에 난쟁이처럼 어마 어마하고 악명 높은 음모" 때문이었다고 말하였다. 매카시는 "만약 마셜이 멍청했다면 확률의 법칙이 이 국가의 이익을 검길 그의 결정들 중의 일부로 지시할 것이다."라고 말하였다.
매카시는 앨버트 코디 웨더마이어 장군이 중국을 소중한 동맹으로 간직할 현명한 계획을 준비하였으나 그것이 파괴되었다고 단언하여 "반역죄에서만 우리는 왜 사악한 천재가 좌절되어 그것을 좌절시킨 것을 찾을 수 있다."고 말하였다. 매카시는 마셜이 늙고, 연약하고 쉽게 속았다는 것을 암시하였고, 그는 마셜을 반역죄로 기소하지 않았다. 그는 구체적으로 다음과 같이 주장하였다.

마셜이 국무부의 비밀적 명령들과 함께 중국으로 보내졌을 때 당시 공산당원들은 두 지역들에서 봉쇄되었고, 패하는 전투를 싸우고 있었으나 그 명령들 때문에 상황은 공산당원들의 호의에 근본적으로 변뎡되었다.  그 명령들 아래 우리가 알면서 마셜은 중국에서 우리의 제휴들에게 무기와 탄약을 전부 금지시켰다.  그는 일본군의 장비를 포착한 산들로 중국공산당의 통로를 얻은 것을 끝내는 데 만주로 들어가 국민당 보유의 칼간 산 통로를 개통하는 데 강요하였다.  마셜이 어떻게 공산당과 협력 정부를 형성하는 데 장제스를 강요하려고 했는지 국가에 말할 필요가 없다.

마셜은 1년보다 적게 국무 장관을 지내 1951년 9월 정계로부터 영원히 퇴직하였다. 마셜의 기록에 당의 경향들 사이로 여론이 심하게 분열되었다. 1952년 대선 운동을 벌인 동안 한국 전쟁에서 트루먼 행정부의 실패를 비난한 아이젠하워는 매카시와 나란히 선거 운동을 벌였고, 마셜의 정책들을 방어하는 데 거부하였다.
1953년 엘리자베스 2세의 대관식에서 마셜은 미국을 대표하였다.

## 가족 생활
마셜은 1902년 버지니아주 렉싱턴의 엘리자베스 카터 콜과 결혼하였다. 그녀는 1927년에 사망하였다. 1930년 그는 캐서린 보이스 터퍼에게 재혼하였다. 마셜은 버지니아주 리스버그에서 "Dadona Manor" (현재는 복구)로 알려진 저택을 유지하였다.

## 유산

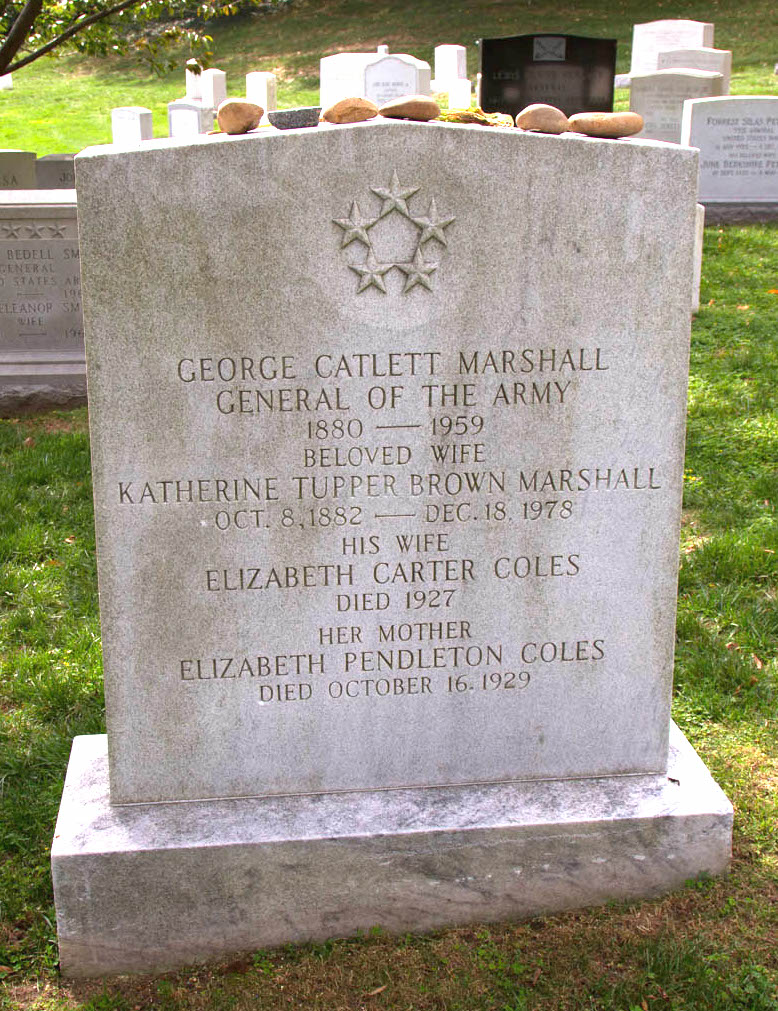
알링턴 국립묘지에 있는 마셜의 묘비

"승리의 결성자"로 알려진 마셜은 1959년 10월 16일 워싱턴 D. C.에서 78세의 나이로 사망하였다. 그는 알링턴 국립묘지에 안장되었다.
아이젠하워 같이 그는 사실상 전투를 보지 않았음에 불구하고 거대한 미국의 군인으로 인정되었다. 마셜은 마음이 평화를 향한 진정한 열망이었던 남성이었다. 유럽을 재건하는 도움에서 마셜은 더욱 평화적인 세계를 향한 지속적인 공헌을 이루었다. 유럽 연합에 의하여 대표된 새롭고, 더욱 통합된 유럽의 출현은 유럽에서 전쟁을 생각할 수 없는 것으로 만들었다. 자신이 노벨 평화상을 받았을 때 마셜은 어떤 토론을 창조한 군인에 관한 상의 의견을 말하였다.

군인에게 노벨 평화상의 수여에 숙고적인 소감이 있어왔다.  난 그것이 다른 사람들에게도 분명해 보이는 것처럼 이것이 보이지 않는 것이 두렵다.  오늘날 미국 전투 기념 위원회의 의장으로서 그 것은 많은 해외 국가들, 특히 서유럽에서 군사 묘지들의 건설과 유지를 감독하는 데 나의 임무이다.  인간의 삶에서 전쟁 비용은 내 앞에 끊임없이 퍼져 기둥들이 묘비들인 많은 원장에 깔끔하게 작성되었다.  난 전쟁의 또다른 재앙을 피하는 어떤 의미들 혹은 방법을 찾는 데 깊이 이동되었다.  거의 매일 난 부인 혹은 모친들 혹은 타락한 가족들로부터 듣는다.  여파의 비극은 거의 항상 나의 앞이다.

그는 세계에서 필요와 필요의 문제를 해결함으로써 평화가 번성하기 위한 조건들을 창조하는 필요성에 관하여 지속적으로 연설하여 "수백만명이 비정상적인 조건에서 살고 있으며 이제 하늘이 부여한 인권의 공정한 몫을 갈망 할 수 있음을 깨닫게 되었다."라고 말하였다. 국민들은 또한 "인류에 의하여 무한한 진보의 씨앗을 그 자체로" 보유한 민주주의의 혜택에 관하여 교육되어야 했다. 아직 그는 다음과 같이 지속하였다. -

물질적인 보조는 홀로 충분치 않다.  나의 의견에서 오늘날 세계를 위하여 가장 중요한 것은 일반적으로 남성들 중에 선의의 느낌을 재설립할 영적 재생이다.  낙담한 사람들은 위대한 원칙의 영감이 절실히 필요하다.  그런 리더십은 편협에 대하여, 불신임에 대하여, 전쟁으로 이끄는 그 치명적인 불안에 대하여 집결지일 수 있다.  그것은 민주주의 국가들이 필요한 리더십을 준비할 수 있는 데 희망될 것이다.

## 선정된 영예들
- 공로 훈장과 은성 훈장을 포함한 다수의 군사 장식들

- 바스 훈장 (영국)

- 레지옹 도뇌르 훈장 (프랑스)

- 이탈리아 왕실 훈장

- 제2차 세계 대전 동안과 그 후에 자신의 역할과 공헌들로 공로상 (1948년)

- 마셜 계획으로 노벨 평화상 (1953년)

## 같이 보기
- 마셜 우주비행센터